# Xá-Lợi-Pagode

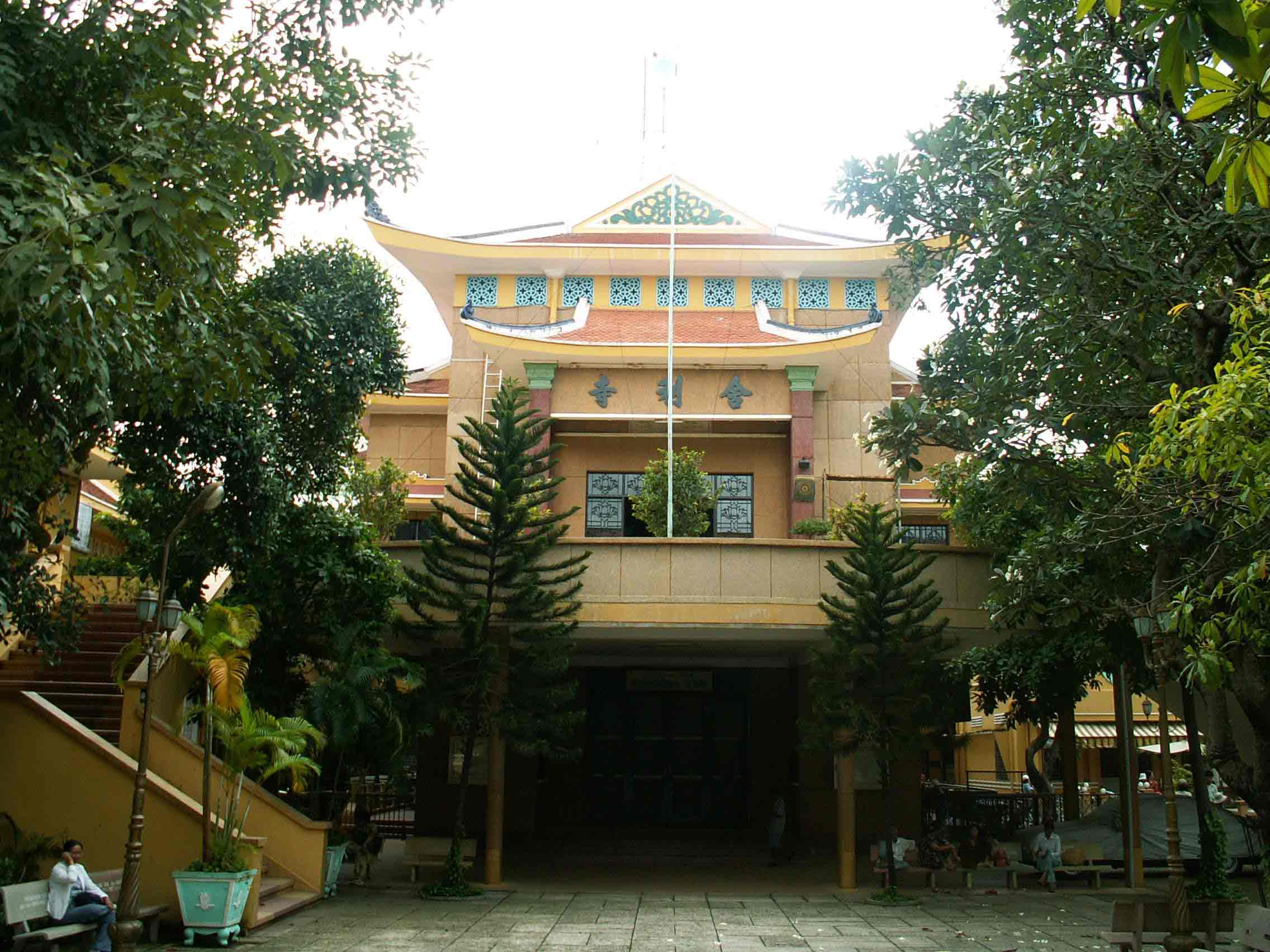
Haupthalle der Pagode

Die Xá-Lợi-Pagode (vietnamesisch Chùa Xá Lợi chữ nho: 舍利寺) ist die größte Pagode in Hồ-Chí-Minh-Stadt, Vietnam. Sie wurde 1956 gebaut und war die Zentrale des Buddhismus in Südvietnam. Die Pagode steht im Distrikt 3, Hồ-Chí-Minh-Stadt auf einem Grundstück von 2500 Quadratmetern. Der Name Xá Lợi ist die vietnamesische Übersetzung von śarīra, ein Begriff, der für die Reliquien von Buddhisten gebraucht wird.
Die Pagode ist besonders bekannt durch die Reihe von Überfällen am 21. August 1963, als durch Spezialkräfte der Vietnamesischen Armee unter Führung von Ngô Đình Nhu, dem Bruder des römisch-katholischen Präsidenten Ngô Đình Diệm, buddhistische Klöster und Pagoden überfallen und verwüstet wurden.

## Geschichte

### Bau
Der Bau begann am 5. August 1956 nach den Plänen der Architekten Trần Văn Đường und Đỗ Bá Vinh unter der Bauleitung von Dư Ngọc Ánh und Hồ Tố Thuận. Die Pagode wurde am 2. Mai 1958 von Thich Khanh Anh eröffnet. Die Pagode wurde gebaut, um Reliquien von Gautama Buddha aufzunehmen, woher ihr Name stammt.

### Proteste und Überfälle 1963
Die Pagode wurde in einer Serie von Überfällen als Reaktion auf die Proteste vietnamesischer Buddhisten für Bürgerrechte  angesichts religiöser Verfolgung durch die Regierung des römisch-katholischen Präsidenten Ngô Đình Diệm bekannt. Einheiten der Spezialkräfte geführt von Lê Quang Tung unterstützt von Polizeikräften durchbrachen gegen 00:20 Uhr am 21. August 1963 das Tor der Pagode. Nhus Einheiten waren mit Pistolen, Maschinengewehren, Karabinern, Sprenggranaten und Tränengasgranaten ausgestattet. Sie wurden durch Wagenladungen von Polizeitruppen unterstützt. Mönche und Nonnen verbarrikadierten sich hinter Holzbrettern und wurden mit Gewehrkolben und Bajonetten angegriffen. Ein Mönch wurde vom Balkon in den Hof sechs Meter tiefer geworfen. Nhus Einheiten verwüsteten den Altar und beschlagnahmten das Herz von Thích Quảng Đức, dem Mönch der sich aus Protest gegen die Regierung selbst verbrannt hatte. Zwei Mönche sprangen über eine Mauer auf das Gelände der US Aid Mission, wo sie Asyl erhielten.
Thich Tinh Khiet, das 80 Jahre alte Oberhaupt der Buddhisten in Vietnam wurde gefangen genommen und in ein Militärkrankenhaus am Rande von Saigon gebracht. Der Kommandeur des III. Corps der ARVN, General Tôn Thất Đính, erklärte Saigon stände unter Militärkontrolle und ließ alle zivilen Flüge in die Stadt absagen und führte eine Pressezensur ein. Im ganzen Land wird geschätzt, sind während der Aktion hunderte gestorben oder verschleppt worden und mehr als 1000 Mönche wurden verhaftet.

### Verwaltungssitz
Die Pagode diente als Sitz der Hauptverwaltung der Vietnamese Buddhist Association bis 1981 und als Zweitsitz bis Mai 1993.

## Die Anlage

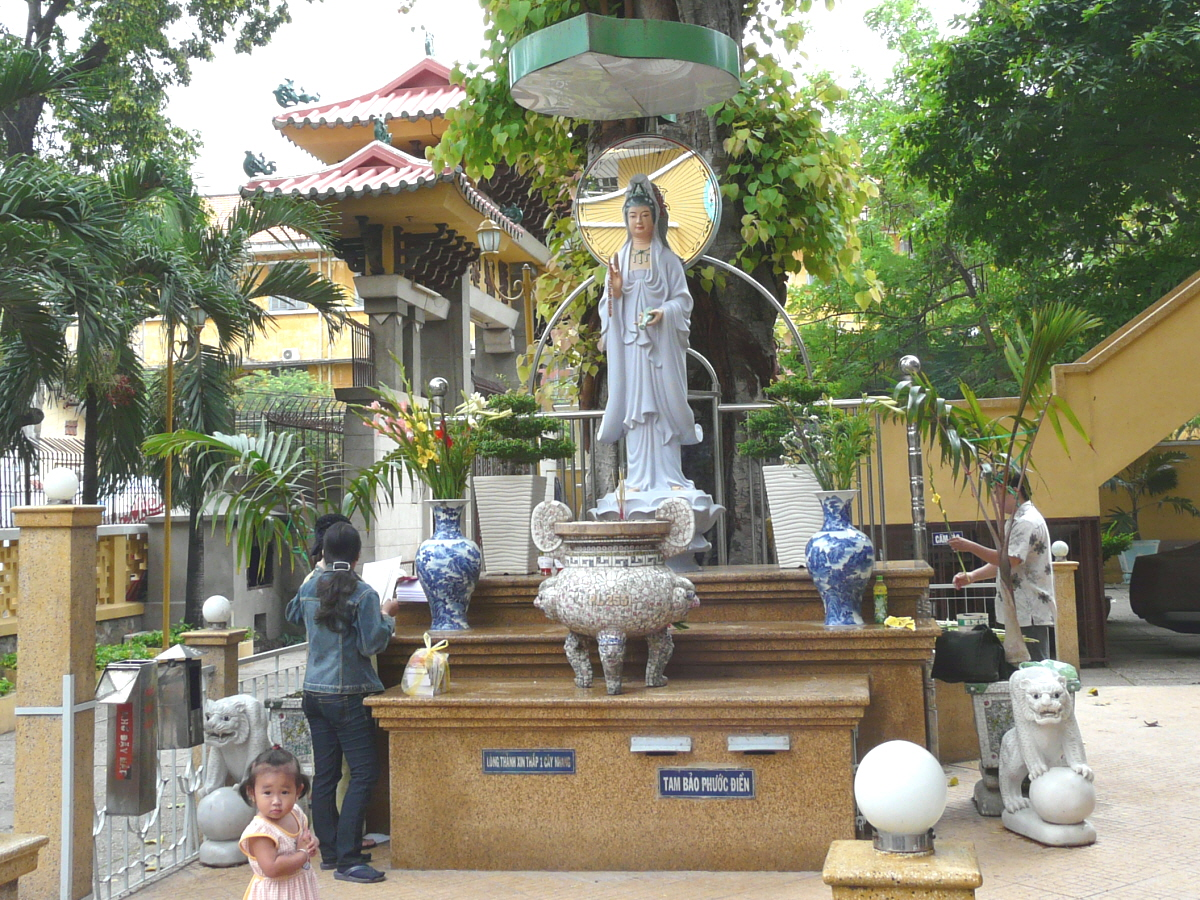
Die Statue von Guanyin im Hof der Xá-Lợi-Pagode

Die Anlage besteht aus einer Reihe von Gebäuden darunter die Haupthalle und ein Glockenturm. Die Pagode ist durch einen Zaun mit einem Tor von der Straße getrennt. Innerhalb der Anlage steht eine Statue von Guanyin mit einem Glasbehälter in der eine Hand und der anderen Hand in einer Geste als ob sie Hindernisse ausräumt. Die Haupthalle der Pagode ist im Obergeschoss untergebracht. Männer gehen über die rechte, Frauen über die linke Treppe nach oben. Die Haupthalle ist rechteckig und wird von Säulen getragen. Gegenüber dem Eingang ist der Schrein, der von einem großen Gautama Buddha dominiert wird.

### Der Schrein

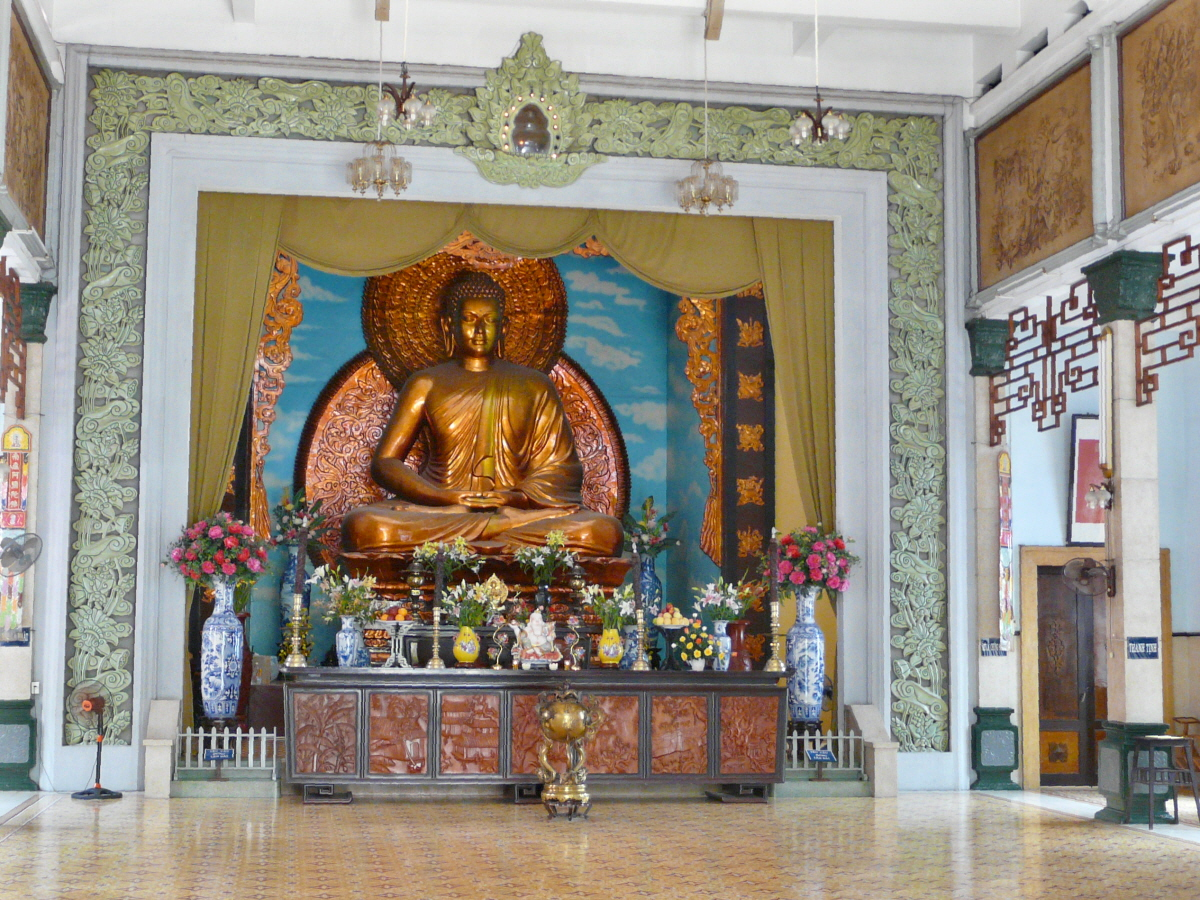
Die vergoldete Statuette von Gautama Buddha dominiert den Schrein

Die Statuette des Gautama Buddha zeigt diesen bei der Meditation auf einer Lotusblüte. Er trägt die Kleidung eines Mönches. Wie üblich ist er mit verlängerten Ohrläppchen dargestellt, die seine königliche Herkunft durch den Gebrauch von Schmuck darstellen, sein Haar ist kurz geschnitten und stellt die Abwendung vom weltlichen Leben dar. Hinter dem Kopf befindet sich eine Sonnenscheibe. Die Statuette wurde von Künstlern aus Biên Hòa angefertigt. Die Statuette erhielt ihr heutiges Aussehen 1969 als ihr Goldbelag aufgelegt wurde. Vor der Statuette ist der Schrein mit den Reliquien, die in einer kleinen Stupa aufbewahrt werden. Im Vordergrund des Schreins ist ein kleiner Porzellanbuddha des Lachenden Buddha Maitreya. Zwischen diesem und dem goldenen Buddha ist eine Figur des vielarmigen Cundi (Chuan De) Bodhisattva während der Meditation auf einer Lotusblüte.

### Szenen aus dem Leben des Gautama Buddha
Die Wände der Haupthalle zeigen große Bilder mit 14 Szenen aus dem Leben des Gautama Buddha, von der Geburt bis zum Erlangen des Nirwana. Die Bilder wurden von Dr. Nguyen Van Long von der Gia Dinh Art School gestaltet.

### Glockenturm

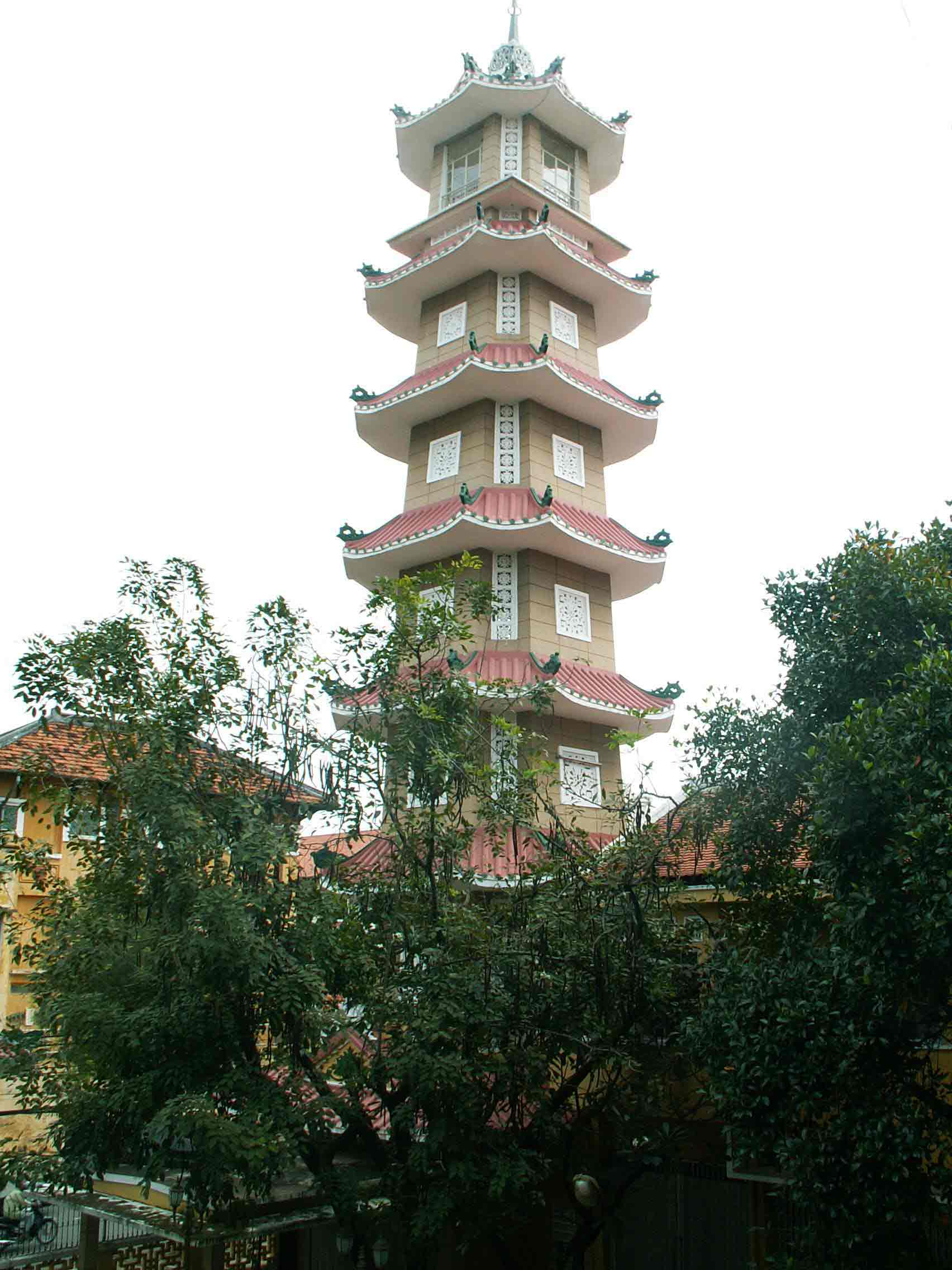
Der Glockenturm der Xá-Lợi-Pagode von der Straße aus gesehen

Der Glockenturm der Pagode wurde 1961 eröffnet. Er ist 32 m hoch und hat sieben Stockwerke. Er ist der höchste Glockenturm in Vietnam. In der obersten Etage befindet sich eine zwei Tonnen schwere Glocke, die nach dem Vorbild der Glocke in der Thiên-Mụ-Pagode in Huế gegossen wurde.